# Sara Facio
Sara Facio, née le 18 avril 1932 à San Isidro (province de Buenos Aires) et morte le 18 juin 2024 à Buenos Aires,, est une photographe et portraitiste argentine. 
La photographe joue un rôle déterminant dans la création d'une maison d'édition de travaux photographiques en Amérique latine, tout comme dans l'ouverture d'un espace d'exposition photographique de premier plan en Argentine.

## Biographie
Originaire de l'Argentine, Sara Facio est diplômée de l'Escuela Nacional de Bellas Artes en 1953. En 1955, elle reçoit une bourse du Gouvernement français et s'installe à Paris le temps d'une année, où elle étudie les arts visuels puis la photographie. À son retour en Argentine, elle travaille comme assistante pour la photographe Annemarie Heinrich. 
Dès 1957, Sara Facio commence à réaliser ses propres photographies pour la publicité et les reportages graphiques ou écrits de la plupart des journaux et magazines de Buenos Aires, d'Europe et des États-Unis.
Sara Facio, Lita Stantic, María Luisa Bemberg, Susana López Merino, Gabriela Massuh, Marta Bianchi et Beatriz Villalba Welsh fondent l'association La Mujer y el Cine en 1988, dont l'objectif est d'organiser un festival annuel de films de femmes du même nom.

### Photographie
Photographe, commissaire d'exposition, journaliste et rédactrice en chef, Sara Facio s'impose par ses portraits des personnages de la culture latino-américaine et son travail communautaire dans la promotion de la photographie,. 
De 1960 à 1985, Sara Facio et Alicia D'Amico ouvrent ensemble un premier studio de photographie. Les artistes immortalisent de nombreuses personnalités culturelles argentines, telles les écrivains Julio Cortázar, María Elena Walsh, qui sera par la suite sa compagne, et Alejandra Pizarnik. Ses portraits sont notamment édités dans les ouvrages Buenos Aires (1968), Geografía de Pablo Neruda (1973), Retratos y Autorretratos (1973) ou Humanario (1976). 
Passionnée de livres de photographies, et plus particulièrement de l'art du portrait, Sara Facio se distincte comme une pionnière dans la réflexion sur l’histoire de la photographie dans son pays. En 1973, elle est la cofondatrice de La Azotea avec María Cristina Orive et Alicia d'Amico. La Azotea est la première maison d'édition à imprimer des livres photo en Amérique latine. 
En 1985, Sara Facio est à l'origine de la Fotogalería du Teatro General San Martín, devenu l'un des espaces d'exposition photographique les plus importants d'Argentine,. Elle est directrice de la galerie jusqu'en 1998, au sein de laquelle elle présente 160 expositions de maîtres mondiaux et de débutants devenus des artistes référents de la culture argentine. Ces événements ont contribué à la création de la collection photographique du Musée national des beaux-arts, soit un patrimoine national réunissant plus de 200 œuvres de photographes latino-américains. 
Dans les années 1990, Sara Facio poursuit seule son travail d'édition de livres de portraits avec Foto de escritor 1963/1973 (1998), Retratos 1960-1992 (1992) ou Leyendo fotos (2002). En 1996, ses œuvres illustrent l'ouvrage Manuelita, recueil de poésie de l'autrice et poétesse argentine Maria Elena Walsh.  
En 2003, Encuadre y foco s'éloigne du simple guide pratique afin de mettre en avant une réflexion poussée sur le rôle social et culturel de la photographie,.

## Expositions
Les œuvres photographiques de Sara Facio ont été présentées dans des musées et galeries d'Amérique, d'Europe et d'Asie.  
En 2008, l'Imago Espacio de Arte en Argentine lui consacre une  exposition monographique intitulée Antológica 1960-2005.  
En 2018, Sara Facio présente pour la première fois son travail photographique sur Juan Domingo Perón, réalisé entre 1972 et 1974, un documentaire sur les événements survenus en politique argentine autour du péronisme. L'exposition est composée d'un ensemble de 115 photographies pour la plupart inédites et sélectionnées spécialement pour l'occasion en collaboration avec l'artiste et présentée du 8 mars au 30 juillet au Musée d'art latino-américain de Buenos Aires (MALBA),.  
Ses photographies figurent notamment dans les collections permanentes du Musée national des beaux-arts d'Argentine, du Musée d'art moderne de New York (MoMA), du Musée Reina Sofía à Madrid et dans de prestigieuses collections privées,,.

## Distinctions
Sara Facio a reçu des prix et distinctions en tant que photographe et rédactrice en chef en Argentine et à l'étranger, notamment le Fonds national des arts ou le Konex Platinum Award,. Elle est membre fondatrice et permanente du Conseil argentin de la photographie depuis 1979. En 2011, elle est nommée Citoyenne Illustre de Buenos Aires.

## Galerie

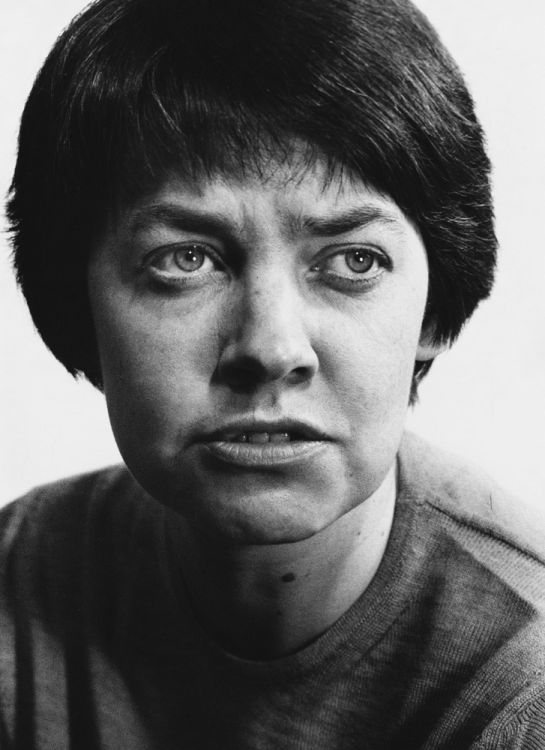
Portrait de María Elena Walsh, 1965.
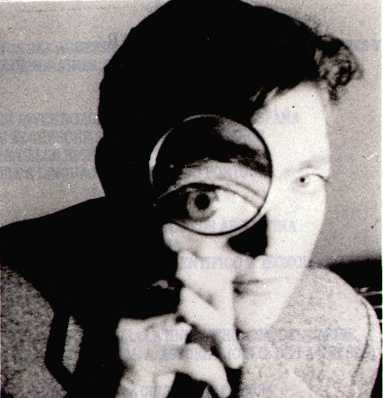
Portrait de Julio Cortázar, 1967.
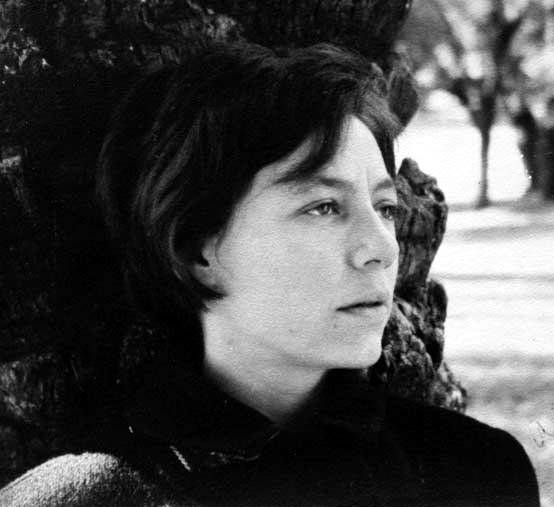
Portrait d'Alejandra Pizarnik, 1967.
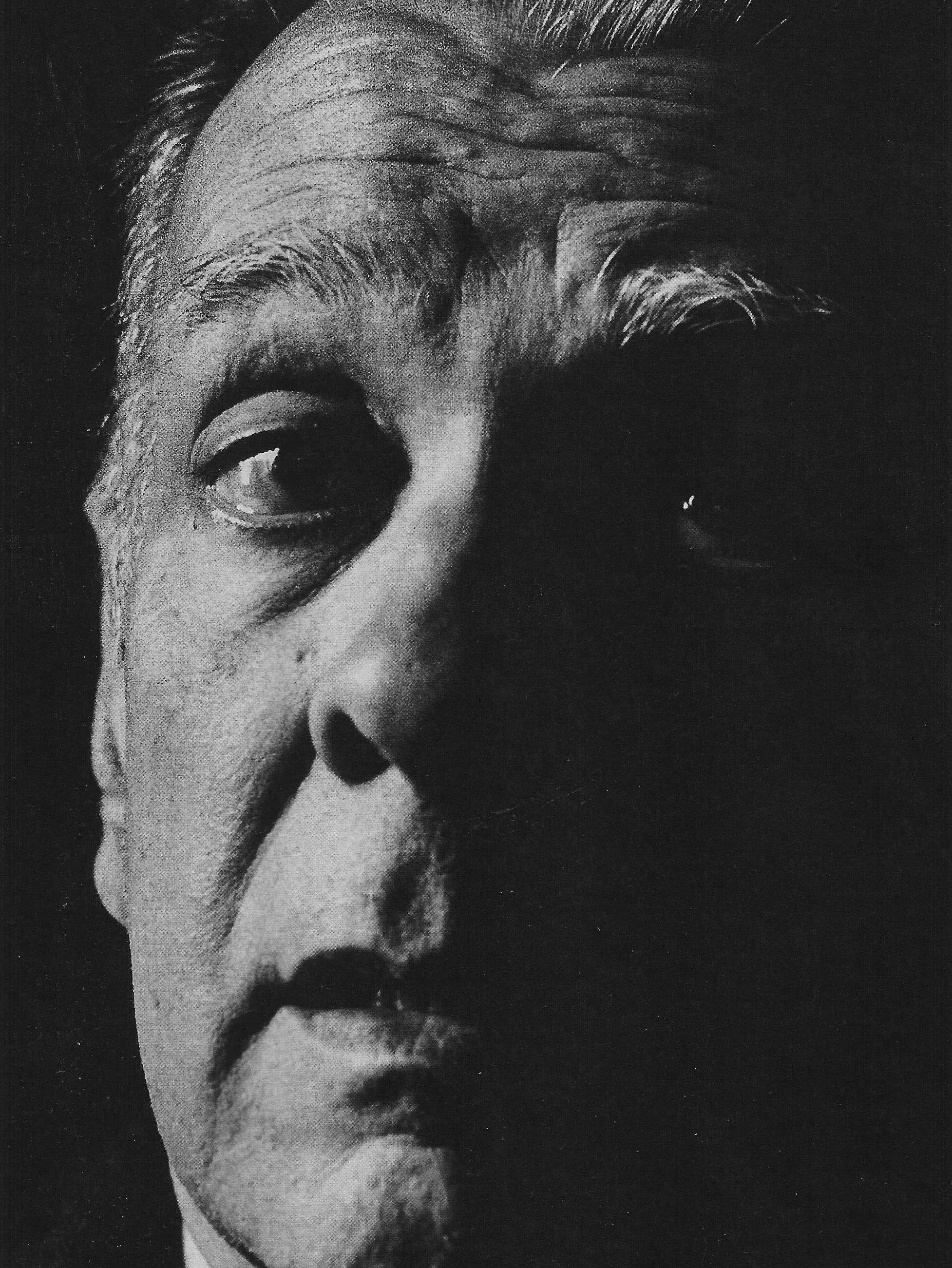
Portrait de Jorge Luis Borges, 1968.
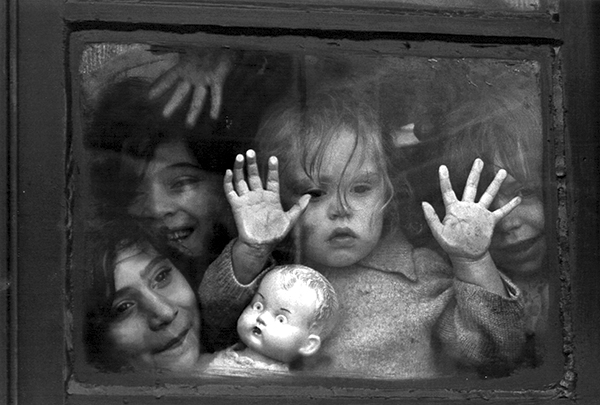
Aproximación a la vida (L'approche de la vie), 1963.